# Полнократное число
Полнократное число — положительное целое число, которое делится нацело квадратом каждого своего простого делителя.
Эквивалентное определение: число, представимое в виде {\displaystyle a^{2}b^{3}}, где {\displaystyle a} и {\displaystyle b} — положительные целые числа (натуральные числа).
Полнократные числа систематически изучены Палом Эрдёшем и Дьёрдем Секерешем, наименование дано Соломоном Голомбом.
Список полнократных чисел между 1 и 1000:
1, 4, 8, 9, 16, 25, 27, 32, 36, 49, 64, 72, 81, 100, 108, 121, 125, 128, 144, 169, 196, 200, 216, 225, 243, 256, 288, 289, 324, 343, 361, 392, 400, 432, 441, 484, 500, 512, 529, 576, 625, 648, 675, 676, 729, 784, 800, 841, 864, 900, 961, 968, 972, 1000.

## Эквивалентность двух определений
Если {\displaystyle m=a^{2}b^{3}}, то любое простое в разложении {\displaystyle a} входит дважды, а входящее в {\displaystyle b} — не менее трёх раз; так что любое простое в разложении {\displaystyle m} входит не менее, чем в квадрате.
С другой стороны, пусть {\displaystyle m} — полнократное число с разложением
{\displaystyle m=\prod p_{i}^{\alpha _{i}}},
где каждое {\displaystyle \alpha _{i}\geq 2}. Определим {\displaystyle \gamma _{i}} равным трём, если {\displaystyle \alpha _{i}} нечётно, и нулю в противном случае, и определим {\displaystyle \beta _{i}=\alpha _{i}-\gamma _{i}}. Тогда все значения {\displaystyle \beta _{i}} являются неотрицательными чётными целыми, и все значения {\displaystyle \gamma _{i}} либо равны нулю, либо трём, так что:
{\displaystyle m=(\prod p_{i}^{\beta _{i}})(\prod p_{i}^{\gamma _{i}})=(\prod p_{i}^{\beta _{i}/2})^{2}(\prod p_{i}^{\gamma _{i}/3})^{3}}
даёт искомое представление {\displaystyle m}, как произведение квадрата и куба.
Иными словами, для данного разложения числа {\displaystyle m} можно взять в качестве {\displaystyle b} произведение простых множителей, входящих в разложение с нечётными степенями (если таких нет, то 1). Поскольку {\displaystyle m} — полнократное, каждый простой множитель, входящий в разложение с нечётной степенью, имеет степень не менее 3, так что {\displaystyle m/b^{3}} является целым.
Теперь каждый простой множитель {\displaystyle m/b^{3}} имеет чётную степень, так что {\displaystyle m/b^{3}} — полный квадрат, обозначим его как {\displaystyle a^{2}}; и получается {\displaystyle m=a^{2}b^{3}}.
Например:
{\displaystyle m=21600=2^{5}\times 3^{3}\times 5^{2}},
{\displaystyle b=2\times 3=6},
{\displaystyle a={\sqrt {\frac {m}{b^{3}}}}={\sqrt {2^{2}\times 5^{2}}}=10},
{\displaystyle m=a^{2}b^{3}=10^{2}\times 6^{3}}.

## Математические свойства
Сумма обратных величин полнократных чисел сходится:
{\displaystyle \prod _{p}\left(1+{\frac {1}{p(p-1)}}\right)={\frac {\zeta (2)\zeta (3)}{\zeta (6)}}={\frac {315}{2\pi ^{4}}}\zeta (3)},
где {\displaystyle p} — обходит все простые числа, {\displaystyle \zeta (s)} — дзета-функция Римана, и {\displaystyle \zeta (3)} — постоянная Апери (Голомб, 1970).
Пусть {\displaystyle k(x)} означает количество полнократных чисел в интервале {\displaystyle [1,x]}. Тогда {\displaystyle k(x)} пропорционально квадратному корню из {\displaystyle x}. Точнее:
{\displaystyle cx^{1/2}-3x^{1/3}\leq k(x)\leq cx^{1/2},c=\zeta (3/2)/\zeta (3)=2,173\cdots }.
Два наименьших последовательных полнократных числа — это 8 и 9. Поскольку уравнение Пелля {\displaystyle x^{2}-8y^{2}=1} имеет бесконечное число решений, то имеется и бесконечное число пар последовательных полнократных чисел;
Более общо, можно найти последовательные полнократные числа, найдя решение уравнения, похожего на уравнение Пелля, {\displaystyle x^{2}-ny^{2}=\pm 1} для любого куба {\displaystyle n}. Однако одно из полнократных чисел в паре, полученной таким образом, должно быть квадратом. Согласно Гаю, Эрдёш задавал вопрос, бесконечно ли число пар полнократных чисел аналогичных {\displaystyle (23^{3},2^{3}\cdot 3^{2}\cdot 13^{2})}, в которых ни одно из чисел в паре не является квадратом.
Ярослав Вроблевский показал, что, наоборот, имеется бесконечно много таких пар, показав, что {\displaystyle 3^{3}c^{2}+1=7^{3}d^{2}} имеет бесконечно много решений.
Согласно гипотезе Эрдёша — Моллина — Уолша, не существует трёх последовательных полнократных чисел.

## Суммы и разности полнократных чисел
Любое нечётное число представимо в виде разности двух последовательных квадратов:
{\displaystyle (k+1)^{2}=k^{2}+2k+1\Rightarrow (k+1)^{2}-k^{2}=2k+1}.
Таким же образом, любое число кратное четырём представимо в виде разности квадратов двух чисел, отличающихся на два: {\displaystyle (k+2)^{2}-k^{2}=4k+4}. Однако число, делящееся на два, но не на четыре, нельзя представить в виде разности квадратов, то есть возникает вопрос: какие чётные числа, не делящиеся на 4, могут быть представлены в виде разности двух полнократных чисел.
Голомб дал несколько таких представлений:
2 = 33 − 52
10 = 133 − 37
18 = 192 − 73 = 32(33 − 52).
Сначала высказана гипотеза, что число 6 нельзя представить в таком виде, и Голомб предположил, что имеется бесконечно много целых чисел, которые нельзя представить в виде разности двух полнократных чисел.
Однако Наркивич обнаружил, что существует бесконечно много способов представления числа 6, например
6 = 5473 − 4632,
и Макдэниел показал, что любое число имеет бесконечное число таких представлений .
Эрдёш высказал гипотезу, что любое достаточно большое целое число является суммой максимум трёх полнократных чисел.
Гипотеза была доказана Роджером Хит-Брауном.

## Обобщение
{\displaystyle k}-полнократные числа — числа, в разложении которых простые числа входят со степенью не менее {\displaystyle k}.
{\displaystyle (2^{k+1}-1)^{k}}, {\displaystyle 2^{k}(2^{k+1}-1)^{k}}, {\displaystyle (2^{k+1}-1)^{k+1}} являются {\displaystyle k}-полнократными в арифметической прогрессии.
Более того, если {\displaystyle a_{1},a_{2},\dots ,a_{s}} являются {\displaystyle k}-полнократными в арифметической прогрессии с разностью {\displaystyle d}, то:
{\displaystyle (a_{1}+d)^{k},a_{2}(a_{s}+d)^{k},\dots ,a_{s}(a_{s}+d)^{k},a_{s}(a_{s}+d)^{k+1}}
являются {\displaystyle k}-полнократными числами в арифметической прогрессии.
Для {\displaystyle k}- полнократных чисел имеет место:
{\displaystyle a^{k}(a^{l}+\dots +1)^{k}+a^{k+1}(a^{l}+\dots +1)+\dots +a^{k+l}(a^{l}+\dots +1)=a^{k}(a^{l}+\dots +1)^{k+1}}.
Это равенство даёт бесконечно много наборов длины {\displaystyle l+1} {\displaystyle k}- полнократных чисел, суммы которых тоже {\displaystyle k}-полнократны. Нитадж показал, что имеется бесконечно много решений уравнения {\displaystyle x+y=z} среди взаимно простых 3-полнократных чисел. Кон сконструировал бесконечное семейство решений уравнения {\displaystyle x+y=z} среди взаимно простых 3-полнократных чисел: тройка
{\displaystyle X=9712247684771506604963490444281},
{\displaystyle Y=32295800804958334401937923416351},
{\displaystyle Z=27474621855216870941749052236511}
является решением уравнения {\displaystyle 32X^{3}+49Y^{3}=81Z^{3}}.
Возможно сконструировать другое решение, положив {\displaystyle X'=X(49Y^{3}+81Z^{3}),Y'=-Y(32X^{3}+81Z^{3}),Z'=Z(32X^{3}-49Y^{3})} и убирая общий делитель.